# 8,8-cm-Schnelladekanone C/31
Die 8,8-cm-Schnelladekanone C/31 (8,8-cm-SK C/31) war ein Schiffsgeschütz der deutschen Reichsmarine und Kriegsmarine, welches im Zweiten Weltkrieg zum Einsatz kam.

## Entstehungsgeschichte
Um die deutschen Panzerschiffe effektiv mit Waffen vom Kaliber 8,8 cm bewaffnen zu können, wurde 1931 die C/31 entwickelt und 1933 eingeführt. Vor Beginn des Zweiten Weltkrieges wurde die Waffe jedoch durch die 10,5-cm-SK C/33 ersetzt. Der Hauptgrund dafür war die sehr hohe Mündungsgeschwindigkeit, welche dem Rohr eine zu kurze Lebensdauer einbrachte.

## Technische Daten
Die 8,8-cm-SK C/31 wog 4,25 Tonnen und hatte eine Gesamtlänge von 6,87 m. Die Länge des Rohres betrug 5,42. Der Verschluss war ein vertikaler Fallkeilverschluss. Das Geschütz war im Normalfall auf einer Zwillingslafette LC/31 montiert. Die Lafette plus Geschütze wog 27,3 Tonnen. Die Lafette LC/31 wurde später für die Aufnahme des 10,5-cm-SK C/33 umgebaut. Die Mündungsgeschwindigkeit der C/31 war sehr hoch, was aber die Lebensdauer bei 1.500 Schuss pro Lauf verkürzte. Hierbei erreichte eine Sprenggranate 950 ms und eine Leuchtgranate 650 ms im Rohr. In der Minute konnten 15–20 Patronen verschossen werden. Bei einer Höhenrichtung von 45° konnte eine maximale Reichweite von 17,8 km erreicht werden. Bei Nutzung als Flugabwehrwaffe konnte bei einer Höhenrichtung von 80° eine maximale Flughöhe von 13,3 km erreicht werden.

### Munition
(Quelle:)
- Sprenggranate – 8,8 cm Spgr. Patr. 25 L/4,4 Lh 31 (kleine Gefechtsladung) zu 17 kg (708 g Sprengstoff)
- Sprenggranate – 8,8 cm Spgr. Patr. 25 L/4,4 (kleine Gefechtsladung) zu 17 kg (708 g Sprengstoff)
- Leuchtgranate – 8,8 cm Lg. Patr. 25 L/4,5 zu 9,4 kg (25 g Sprengstoff)
- Übungsgranate – 8,8 cm Üb. Gr. Patr. 25 L/4,4 Üb. W. (kleine Gefechtsladung) zu 17 kg (200 g Sprengstoff)
- Übungsgranate – 8,8 cm Üb. Gr. Patr. 25 L/4,4 Üb. S. (kleine Gefechtsladung) zu 15,7 kg (200 g Sprengstoff)
- Übungsgranate – 8,8 cm Üb. Gr. Patr. 25 L/4,4 Üb. S. (kleine Gefechtsladung) zu 17 kg (200 g Sprengstoff)
- Übungsgranate – 8,8 cm Üb. Gr. Patr. 25 L/4,4 blind gefüllt (kleine Gefechtsladung) zu 15,7 kg (200 g Sprengstoff)
- Übungsgranate – 8,8 cm Üb. Gr. Patr. 25 L/4,4 blind gefüllt (kleine Gefechtsladung) zu 17 kg (200 g Sprengstoff)
- Exerziergranate – 8,8 cm Einstellgranate 25 L/4,4 m. Ex. zu 19 kg
- Exerziergranate – schwere 8,8 cm Ex. Patr. 25 L/4,4 m. Ex. zu 19 kg
- Exerziergranate – leichte 8,8 cm Ex. Patr. 25 L/4,4 m. Ex. zu 7 kg
- Exerziergranate – 8,8 cm Ex. Lg. Part. 25 L/4,5 m. Ex. zu 16,5 kg

## Einsatz bei der Marine
Die 8,8-cm-SK C/31 wurde ab 1934 auf dem Panzerschiff Deutschland eingesetzt. Die Flakbatterie der Deutschland bestand ursprünglich aus drei 8,8-cm-SK L/45, die jedoch 1935 durch sechs 8,8-cm-SK C/31 Geschütze ersetzt wurden. 1940 wurden die 8,8-cm-Geschütze entfernt und durch sechs 10,5-cm-SK C/33 Geschütze ersetzt.

## Einsatz als Küstenartillerie
Nachdem die Geschütze von der Marine auf den Schiffen ausgemustert wurde, wurden sie als Küstenartillerie erneut eingesetzt.